# Vorterøya
Vorterøya es una isla localizada en el municipio de Skjervoy en la provincia de Troms, Noruega. Vorterøya se encuentra al este de la isla de Kågen y al norte de Uløya.